# Coelinidea acicula
Coelinidea acicula är en stekelart som beskrevs av Riegel 1982. Coelinidea acicula ingår i släktet Coelinidea och familjen bracksteklar. Inga underarter finns listade i Catalogue of Life.